# Toshi
Toshi (reso graficamente come Toshl), pseudonimo di Toshimitsu Deyama (出山 利三?, Deyama Toshimitsu; Prefettura di Chiba, 10 ottobre 1965), è un cantante e polistrumentista giapponese, vocalist della band giapponese X Japan.

## Biografia

### GliX
Assieme al suo amico e compagno di liceo Yoshiki Hayashi, progetta nel 1976, una band, che nel 1982 verrà fondata con il nome di X, proponendosi inizialmente come chitarrista. Notato però dal resto del gruppo l'enorme talento alla voce (con un'estensione di svariate ottave, dal timbro basso e allo stesso tempo acuto, per cui venne paragonato a Steve Perry), diventa il vocalist della band.
A partire dal 1982 il successo degli X aumenterà sempre di più, facendoli diventare la metal band più popolare del Giappone, e farà di conseguenza diventare Toshi una delle voci più influenti dell'intero continente.
Nel 1992, approfittando della pausa presa dalla band, Toshi pubblica la sua prima produzione solista, ovvero il singolo Made in Heaven, che adotta un sound dolce e melodico, riscuotendo un discreto successo.

### L'abbandono degli X Japan e la collaborazione con Masaya

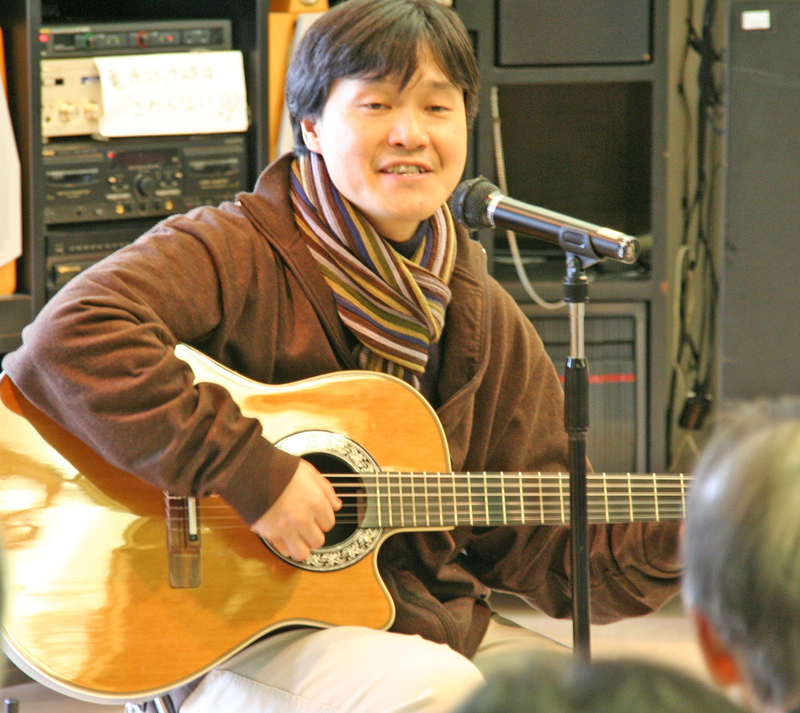
Toshi durante un concerto acustico

Nel 1997, nel momento in cui gli X Japan si trovavano all'apice del loro successo, Toshi annunciò il suo allontanamento dal gruppo, che si sciolse l'anno stesso, dopo lo storico The Last Live.
Toshi si unì ad un movimento religioso con riferimenti alla natura e alla musico terapia, guidato da un uomo chiamato Masaya (nome d'arte di Toru Kurabachi), movimento del quale faceva parte la futura moglie Kaori (cantante j-pop, in arte WANKU).
Molti dissero che Toshi si allontanò dal gruppo a causa dell'influenza di questo culto. Ci sono molte dicerie riguardanti il culto e il coinvolgimento di Toshi in esso. Alcuni sostengono che Toshi subì un lavaggio del cervello, infatti, nel 2014, egli pubblicò un libro dove trattava proprio di questo argomento, raccontando nei minimi particolari i dettagli e il coinvolgimento nella sua vita. Altri pensavano che Masaya fosse solo un musicista e che non c'era nessun culto, ragion per cui Toshi lasciò il gruppo poiché trovò la felicità del matrimonio.
Dopo lo scioglimento del gruppo, dedicò la sua carriera alla cosiddetta "Healing music", viaggiando attraverso il Giappone ed altri Paesi esibendosi in concerti acustici in scuole e case di riposo, sotto la collaborazione di Masaya, pubblicando vari album solisti.

### La reunion degli X Japan
Nel febbraio del 2007, annuncia di voler tornare a cantare negli X Japan, e a marzo dello stesso anno, incontra Yoshiki 10 anni dopo nel suo studio a Los Angeles. Il 22 ottobre 2007 ha partecipato alla Reunion della Band presentando il nuovo singolo I.V. all'Odaiba Aqua City, dando così conferma del ritorno degli X Japan.
Nel 2008 entra a far parte di un nuovo progetto assieme ad altri membri (tra cui il batterista dei Luna Sea Yamada Shinya) che vede ancora una volta Masaya come produttore: "TOSHI WITH T.EARTH" , band che basa le sue produzioni sul tema dell'ecologia, che si riflette nello stile “Eco Hard Rock” termine con cui la band definisce il proprio stile.
Il 10 gennaio 2010, Toshi divorzia dalla moglie Kaori ed annuncia la fine dei rapporti con Masaya e dei TOSHI WITH T.EARTH, oltre che della carriera solista.
Conclude l carriera solista il 24 febbraio 2010 con un concerto all'Akasaka Blitz, intitolato Toshi sayonara last live prodotto da Yoshiki e supportato da tutti i membri degli X Japan che suoneranno a questo concerto.
Il 24 ed il 25 gennaio 2011, Toshi ha tenuto due concerti-cena assieme a Yoshiki, intitolati infatti Toshl feat. YOSHIKI, durante i quali sono stati suonati i brani più famosi di Toshi e degli X Japan; la totalità dei brani è stata eseguita unicamente con Toshi alla voce e Yoshiki al pianoforte.
Durante entrambe le date è stata presentata al pubblico la nuova canzone composta dai due musicisti, Crystal Piano no Kimi ( クリスタルピアノのキミ?), eseguita da Toshi e Yoshiki suonando ciascuno rispettivamente un Kawai Crystal II Glad Grand Piano.

### La nuova carriera da solista
In seguito al Terremoto e maremoto del Tōhoku del 2011 Toshi ha eseguito otto spettacoli nel Giappone occidentale. Ai concerti, acustici a causa della carenza di elettricità, hanno partecipato anche Heath degli X Japan, Shinya dei Luna Sea e l'Orchestra Ensemble Kanazawa. Tutti i proventi sono stati donati alla Croce Rossa giapponese per aiutare le vittime.
Il 22 giugno Toshi ha pubblicato due canzoni, Hoshizora no Neptune e Haru no Negai, sotto forma di download digitali disponibili all'estero.] Nel settembre dello stesso anno si è unito all'etichetta discografica Bishi Bishi.
Il 27 marzo 2013 Toshi ha pubblicato il suo primo album da quando ha ricominciato la sua carriera da solista, Cherry Blossom e il singolo Love is Maria. L'album successivo, Crystal Rock, capitoli 1-3, è del 12 giugno.
Nel libro Brainwash ~Comeback from 12 Years of Hell~ (洗脳 ～地獄の12年からの生還～, Sennō ~Jigoku no 12-nen Kara no Seikan~), pubblicato il 23 luglio 2014, ToshI ha parlato del suo allontanamento dagli X Japan, di ever subito il "lavaggio del cervello" attraverso violenza e abusi, del ricongiungimento con X e di essere andato in bancarotta.
Nel 2016 Toshi è diventato produttore del suono per la società di giochi Fuji Games della Fuji Television. Ha composto Crystal Memories come sigla per il videogioco per smartphone del 2017 Ordinal Strata. Nel 2018 Toshi ha collaborato con l'artista hip-hop AK-69 al singolo digitale del rapper "Brave". In settembre è stato annunciato che Toshi aveva firmato con la Universal Music Group, dove avrebbe pubblicato un album di cover intitolato Im a Singer il 28 novembre. È il suo primo album pubblicato da una major in 20 anni. Un secondo album di cover, Im a Singer Vol. 2, è stato rilasciato il 4 dicembre 2019.
Nel 2019 Toshi è apparso come artista ospite all'annuale tour sul ghiaccio Fantasy on Ice. La sua performance di apertura di The Cruel Angel's Thesis dalla serie anime Neon Genesis Evangelion, interpretata da un gruppo di dieci pattinatori guidato dal due volte campione olimpico Yuzuru Hanyū ha attirato l'attenzione dei media internazionali. Notevole è stata anche la sua collaborazione con Hanyū nei brani Masquerade e Crystal Memories.
Im a Singer Vol. 3 è stato pubblicato il 28 settembre 2022. A differenza rispetto ai due precedenti album di cover di Toshi, contiene un brano originale, Hazakura, e un duetto con Kanji Ishimaru.

## Discografia

### Con gli X Japan
- 1988 - Vanishing Vision
- 1989 - BLUE BLOOD
- 1991 - Jealousy
- 1993 - Art of Life
- 1996 - DAHLIA

### Album da Solista
- 1993 - made in HEAVEN
- 1994 - MISSION
- 1995 - GRACE
- 1997 - 碧い宇宙の旅人 (Aoi Hoshi no Tabibito)
- 1997 - LIVE is BEST
- 1998 - CANARY
- 1999 - Toward the way
- 2004 - 詩旅～美しき町へ～utatabi (Utatabi ~Utsukushi Machi e~)
- 2009 - PAIN

### TOSHI with T-EARTH
- 2008 - Earth Spirit
- 2008 - 遥かなる時をこえて (Harukanaru Toki wo Koete)
- 2009 - 本当の愛 (Honto no Ai)
- 2009 - TRUTH